# Galinthias meruensis
Galinthias meruensis es una especie de mantis de la familia Hymenopodidae.

## Distribución geográfica
Se encuentra en Kenia, Tanzania, Malaui y    Somalia.